# Ophiothrix parasita
Ophiothrix parasita is een slangster uit de familie Ophiotrichidae.
De wetenschappelijke naam van de soort werd in 1844 gepubliceerd door Johannes Peter Müller & Franz Hermann Troschel.